# Juan Carvajal
Juan Esteban Carvajal Granados (Bogotá; 23 de julio de 2003) es un futbolista colombiano. Juega como delantero centro en Millonarios Fútbol Club de la Categoría Primera A de Colombia.

## Trayectoria

### Millonarios
Surgido en las divisiones menores de Millonarios, a donde llegó en 2015, fue convocado al primer equipo por el técnico Alberto Gamero para el segundo semestre de 2023, hizo parte de los procesos de Selección Bogotá y también de los procesos de las selecciones juveniles de Colombia.
Debutó el 29 de julio de 2023 en la derrota 1-0 ante Alianza Petrolera, por la fecha 3 del Torneo Finalización.
El 5 de octubre de 2023 anota su primer gol como profesional en la victoria 1-2 ante Alianza Petrolera por los cuartos de final de la Copa Colombia.

### La Equidad
El 8 de julio de 2024 se confirma su llegada a La Equidad en condición de préstamo por un año.

## Estadísticas
| Club                             | Div.                | Temporada           | Liga  | Liga  | Liga   | Copas nacionales | Copas nacionales | Copas nacionales | Copas internacionales | Copas internacionales | Copas internacionales | Total | Total | Total  | Prom. · |
| Club                             | Div.                | Temporada           | Part. | Goles | Asist. | Part.            | Goles            | Asist.           | Part.                 | Goles                 | Asist.                | Part. | Goles | Asist. | Prom. · |
| -------------------------------- | ------------------- | ------------------- | ----- | ----- | ------ | ---------------- | ---------------- | ---------------- | --------------------- | --------------------- | --------------------- | ----- | ----- | ------ | ------- |
| Millonarios · Colombia           | 1°                  | F-2023              | 11    | 1     | 1      | 2                | 1                | 0                | -                     | -                     | -                     | 13    | 2     | 1      | 0,15    |
| Millonarios · Colombia           | 1°                  | A-2024              | 13    | 0     | 2      | 0                | 0                | 0                | 2                     | 1                     | 0                     | 15    | 1     | 2      | 0,06    |
| La Equidad · (cedido) · Colombia | 1°                  | F-2024              | 8     | 1     | 0      | 1                | 0                | 0                | —                     | —                     | —                     | 9     | 1     | 0      | 0,11    |
| Millonarios · Colombia           | 1°                  | 2025                | 1     | 0     | 0      | 0                | 0                | 0                | —                     | —                     | —                     | 1     | 0     | 0      | 0       |
| Millonarios · Colombia           | Total club          | Total club          | 25    | 1     | 3      | 2                | 1                | 0                | 2                     | 1                     | 0                     | 29    | 3     | 3      | 0,10    |
| Total en su carrera              | Total en su carrera | Total en su carrera | 33    | 2     | 3      | 3                | 1                | 0                | 2                     | 1                     | 0                     | 38    | 4     | 3      | 0,10    |

## Palmarés

### Títulos nacionales
| Títulos               | Club        | País     | Año  |
| --------------------- | ----------- | -------- | ---- |
| Superliga de Colombia | Millonarios | Colombia | 2024 |